# 吉田秀和賞
吉田秀和賞（よしだひでかずしょう）は、音楽・演劇・美術などの各分野で、優れた芸術評論を発表した人に対して贈られる、吉田秀和芸術振興基金主催の賞である。副賞200万円。
1990年（平成2年）に、水戸芸術館開設を記念して設立され、現在に至る。審査委員ははじめ吉田、加藤周一、武満徹の3人体制。武満の死去後、林光が加わる。加藤の死去後は審査委員長の吉田と審査委員の林の2人体制となる。2012年、林と吉田が死去し、審査委員長が杉本秀太郎、審査委員が片山杜秀の2人体制となる。2015年、杉本が死去し、新しい審査委員として磯崎新が迎えられ、片山との2人体制となる。

## 受賞者・作品一覧

### 第1回から第10回
- 第1回（1991年） - 秋山邦晴 『エリック・サティ覚え書』（青土社）
- 第2回（1992年） - 持田季未子 『絵画の思考』（岩波書店）
- 第3回（1993年） - 該当作なし
- 第4回（1994年） - 渡辺保 『昭和の名人 豊竹山城少掾』（新潮社）
- 第5回（1995年） - 松浦寿輝 『エッフェル塔試論』（筑摩書房）
- 第6回（1996年） - 長木誠司 『フェルッチョ・ブゾーニ』（みすず書房）
- 第7回（1997年） - 伊東信宏 『バルトーク - 民謡を「発見」した辺境の作曲家』（中公新書）
- 第8回（1998年） - 該当作なし
- 第9回（1999年） - 青柳いづみこ 『翼のはえた指 評伝安川加壽子』（白水社）
- 第10回（2000年） - 小林頼子 『フェルメールの世界 17世紀オランダ風俗』（NHKブックス：日本放送出版協会）、『フェルメール論 神話解体の試み』（八坂書房）

### 第11回から第20回
- 第11回（2001年） - 加藤幹郎 『映画とは何か』（みすず書房）
- 第12回（2002年） - 該当作なし
- 第13回（2003年） - 岡田温司 『モランディとその時代』（人文書院）
- 第14回（2004年） - 湯沢英彦 『クリスチャン・ボルタンスキー 死者のモニュメント』（水声社）
- 第15回（2005年） - 宮澤淳一 『グレン・グールド論』（春秋社）
- 第16回（2006年） - 有木宏二 『ピサロ／砂の記憶 - 印象派の内なる闇』（人文書館）
- 第17回（2007年） - 該当作なし
- 第18回（2008年）- 片山杜秀 『音盤考現学』『音盤博物誌』（アルテスパブリッシング）
- 第19回（2009年）- 岡田暁生 『音楽の聴き方 - 聴く型と趣味を語る言葉』（中公新書）
- 第20回（2010年）- 白石美雪 『ジョン・ケージ 混沌ではなくアナーキー』（武蔵野美術大学出版局）

### 第21回から第30回
- 第21回（2011年）- 椎名亮輔 『デオダ・ド・セヴラック - 南仏の風、郷愁の音画』（アルテスパブリッシング）
- 第22回（2012年）- 新関公子 『ゴッホ 契約の兄弟 - フィンセントとテオ・ファン・ゴッホ』（ブリュッケ）
- 第23回（2013年）- 末永照和 『評伝ジャン・デュビュッフェ アール・ブリュットの探求者』（青土社）
- 第24回（2014年）- 通崎睦美 『木琴デイズ 平岡養一「天衣無縫の音楽人生」』（講談社）
- 第25回（2015年）- 椹木野衣 『後美術論』（美術出版社）
- 第26回（2016年）- 立花隆 『武満徹・音楽創造への旅』（文藝春秋）
- 第27回（2017年）- 平芳幸浩『マルセル・デュシャンとアメリカ―戦後アメリカ美術の進展とデュシャン受容の変遷』（ナカニシヤ出版）
- 第28回（2018年）- 堀真理子 『改訂を重ねる「ゴドーを待ちながら」　演出家としてのベケット』（藤原書店）
- 第29回（2019年）- 沼野雄司 『エドガー・ヴァレーズ―孤独な射手の肖像』（春秋社）
- 第30回（2020年）- 荒川徹 『ドナルド・ジャッド―風景とミニマリズム』（水声社）
  - 同上 - 柿沼敏江 『〈無調〉の誕生　ドミナントなき時代の音楽のゆくえ』（音楽之友社）

### 第31回から第40回
- 第31回（2021年）- 前田良三 『ナチス絵画の謎―逆襲するアカデミズムと『大ドイツ美術展』』（みすず書房）
- 第32回（2022年）- 新井高子 『唐十郎のせりふ―二〇〇〇年代戯曲をひらく』（幻戯書房）
- 第33回（2023年）- 藤原貞朗 『共和国の美術―フランス美術史編纂と保守／学芸員の時代―』（名古屋大学出版会）
- 第34回（2024年）- 鈴木晶 『ニジンスキー　踊る神と呼ばれた男』（みすず書房）